# Guram Kutateladze
Guram Kutateladze (georgiska: გურამ ქუთათელაძე ryska: Гурам Кутателадзе), född 1 januari 1992 i Tbilisi i Georgien, är en svenskgeorgisk MMA-utövare som sedan 2020 tävlar i MMA-organisationen UFC.

## Bakgrund
Kutateladze föddes i Tbilisi, Georgien 1992 men på grund av rådande inbördeskrig flyttade familjen redan samma år till Moskva i Ryssland. De flyttade tillbaka till Georgien 2007, och Guram flyttade sedan till Sverige 2012 då han fick jobb på Soke Jan-Erik Karlssons dojo "House of Samurai" i Lund. 2019 blev han svensk medborgare. Han bor och verkar i Sverige, men representerar fortfarande Georgien i ringen.

## Karriär
Kutateladze representeras av Moments Management.
Han började träna jiu-jitsu vid fem års ålder. Han debuterade i MMA redan vid 9 års ålder när han tävlade i öppningsmatchen vid den första WAFC-galan (World Absolute Fighting Championship) i Moskva där han tävlade under fulla MMA-regler. Han förlorade den matchen när han skadade armen i en armbar. Matchen var kontroversiell då det var barn som tävlade under professionella MMA-regler vid en större gala och matchen blev föremål för en del debatt. Det var också den hittills sista gången barn fick gå match under liknande förhållanden i Ryssland. Annars tävlade han under den tiden mest i Irimu-go, en fristilsjiu-jitsu, en sport han senare blev niofaldig rysk mästare i. Vid tolv års ålder ville han utveckla sitt stående och började därför träna thaiboxning som han sedan fokuserade på från 12 till 14 års ålder.

### UFC
SVT Sport rapporterade 15 oktober 2020 att Kutateladze var klar för UFC och skulle debutera på Fight island vid UFC Fight Night 180.
Hans första motståndare i organisationen blev polske Mateusz Gamrot, KSW:s obesegrade (17-0) champ-champ, mästare i fjädervikt och lättvikt som även han debuterade i UFC. Det var en jämn match som Kutateladze vann via delat domslut. Han var dock inte nöjd med sin insats och sa själv riktat till Gamrot i segerintervjun i ringen med DC efter matchen att "Det här var din match".

### Mästerskap och utmärkelser

#### Fight of the Night
1. Mot  Mateusz Gamrot vid UFC Fight Night: Ortega vs. The Korean Zombie 18 oktober 2020 i lättvikt.
2. Mot  Elves Brener vid UFC on ESPN 48 - Strickland vs. Magomedov 1 juli 2023 i lättvikt.

## Tävlingsfacit

### MMA
| Resultat | Facit | Motståndare                    | Metod               | Evenemang                                     | Datum             | Rond | Tid  | Plats                               |
| -------- | ----- | ------------------------------ | ------------------- | --------------------------------------------- | ----------------- | ---- | ---- | ----------------------------------- |
| Vinst    | 1-0   | Dimitri Izoria (GEO)           | Submission (armbar) | M-1 Georgia                                   | 15 maj 2010       | 1    | n/a  | Tbilisi, Georgien                   |
| Vinst    | 2-0   | Erik Friberg (SWE)             | TKO (slag)          | Fight For Change 2                            | 9 februari 2013   | 2    | 2:36 | Oskarshamn, Sverige                 |
| Vinst    | 3-0   | Jonathan Svensson (SWE)        | KO (slag)           | Heroes FC: Heroes Fighting                    | 23 mars 2013      | 3    | n/a  | Halmstad, Sverige                   |
| Förlust  | 3-1   | Oliver Enkamp (SWE)            | Domslut (enhälligt) | IRFA 6                                        | 5 april 2014      | 3    | 5:00 | Solna, Sverige                      |
| Förlust  | 3-2   | Pawel Kielek (POL)             | Submission (knälås) | FEN 6: Showtime                               | 6 mars 2015       | 1    | 1:15 | Wrocław, Polen                      |
| Vinst    | 4-2   | Zsolt Fényes (POL)             | TKO (slag)          | AFC 1                                         | 20 juni 2015      | 3    | 2:30 | Wien, Österrike                     |
| Vinst    | 5-2   | Joachim Tollefsen (NOR)        | Domslut (enhälligt) | IRFA 9                                        | 26 september 2015 | 3    | 5:00 | Solna, Sverige                      |
| Vinst    | 6-2   | Arturo Chavez (MEX)            | Domslut (enhälligt) | Scandinavian Fight Night 1                    | 4 juni 2016       | 3    | 5:00 | Solna, Sverige                      |
| Vinst    | 7-2   | Gocha Smoyan (GEO)             | KO (knän)           | IRFA 10                                       | 17 september 2016 | 2    | 3:23 | Stockholm, Sverige                  |
| Vinst    | 8-2   | Nicolas Joannes (FRA)          | TKO (slag)          | Superior Challenge 17                         | 19 maj 2018       | 1    | 4:00 | Stockholm, Sverige                  |
| Vinst    | 9-2   | Erick da Silva (BRA)           | Domslut (enhälligt) | Brave CF 16                                   | 19 maj 2018       | 1    | 4:00 | Abu Dhabi, Förenade Arabemiraten    |
| Vinst    | 10-2  | Guilherme Cadena Martins (SPA) | TKO (slag)          | Superior Challenge 18                         | 1 december 2018   | 1    | 3:00 | Älvsjö, Sverige                     |
| Vinst    | 11-2  | Felipe Silva (BRA)             | KO (slag)           | Brave CF 29                                   | 15 november 2019  | 1    | 0:44 | Madinat 'Isa, Bahrain               |
| Vinst    | 12-2  | Mateusz Gamrot (POL)           | Domslut (delat)     | UFC Fight Night: Ortega vs. The Korean Zombie | 18 oktober 2020   | 3    | 5:00 | Fight Island, Förenade Arabemiraten |
| Förlust  | 12-3  | Damir Ismagulov (RUS)          | Domslut (delat)     | UFC on ESPN 37 - Kattar vs. Emmett            | 18 juni 2022      | 3    | 5:00 | Austin, USA                         |
| Förlust  | 12-4  | Elves Brener (BRA)             | TKO (slag)          | UFC on ESPN 48 - Strickland vs. Magomedov     | 1 juli 2023       | 3    | 3:17 | Las Vegas, USA                      |
| Vinst    | 13-4  | Jordan Vucenic (ENG)           | Domslut (enhälligt) | UFC on ABC 7 - Sandhagen vs. Nurmagomedov     | 3 augusti 2024    | 3    | 5:00 | Abu Dhabi, Förenade Arabemiraten    |